# 第一代奧蒙德公爵詹姆斯·巴特勒
第一代奧蒙德公爵詹姆斯·巴特勒（英語：James Butler, 1st Duke of Ormond，1610年10月19日—1688年7月21日），1661年之前稱奧蒙德侯爵（Marquess of Ormond），曾三度擔任愛爾蘭總督。1661年受查理二世任命為總管大臣以主持該年的加冕禮。

## 家庭
1629年，詹姆斯·巴特勒與伊莉莎白·普雷斯頓結婚，兩人共有3子2女：
1. 托馬斯（英语：Thomas Butler, 6th Earl of Ossory）（1634年—1680年），第二代公爵的父親
2. 理查（英语：Richard Butler, 1st Earl of Arran）（1639年—1686年）
3. 伊莉莎白（英语：Elizabeth Stanhope, Countess of Chesterfield）（1640年—1665年）
4. 約翰（英语：John Butler, 1st Earl of Gowran）（1643年—1677年）
5. 瑪麗（1646年—1710年），德文郡公爵夫人